# Avchar
Avchar fou un estat tributari de l'Índia, dels anomenats estats Dang, al districte de Khandesh, presidència de Bombai. La seva superfície era de 21 km² i la població el 1881 de 280 habitants. Els ingressos anuals eren de 17 lliures. Limitava al nord amb Bijirpada, a l'est amb Garkari i Zaripada, al sud amb Chmchlipada i a l'oest amb Vangar Ghori.
El sobirà a la segona meitat del segle xix, Budia Badal, era un bhil anomenat Budia Badal, de 37 anys, que tenia residència al llogaret d'Avchar. La successió es regulava per primogenitura i no havia obtingut patent d'adopció segons la Gaceta del 1881.